# Kiichiro Toyoda
Kiichiro Toyoda (豊田 喜一郎, Toyoda Kiichirō, Kosai, 11 de junho de 1894 – Toyota, 27 de março de 1952) foi um empreendedor japonês e filho do fundador da Toyoda Loom Works, Sakichi Toyoda. Sua decisão de criar na indústria fabricante de teares automáticos de seu pai um departamento de fabricação de automóveis deu origem no que se tornaria a Toyota Motor Corporation, a maior fabricante de automóveis do mundo. E assim criando  uma das melhores montadoras.

## Biografia
Em uma viagem a Nova York em 1922, Kiichiro percebeu a importância do automóvel e ficou preocupado com a influência que os americanos teriam na economia japonesa. Decidiu construir carros. De volta ao Japão, persuadiu seu pai a entrar no negócio. Kiichiro passou o resto da década visitando as principais fábricas americanas e europeias. Como seu pai, também era um inventor inspirado - e persistente. Dizem que visitou Henry Ford mais de uma vez. Conclui que o melhor a fazer seria aprender com as técnicas americanas de produção em massa. "Mas não iremos copiá-las. Usaremos nossa própria pesquisa e criatividade  para desenvolver um método de produção que se adapte à situação de nosso país", disse. Toyoda construiu seu protótipo de motor a gasolina em 1930, na tecelagem do pai. Seu progresso foi tanto que levou a ideia a sério e vendeu a patente do tear automatizado que havia inventado para financiar o novo empreendimento. O primeiro motor, o tipo A (um seis cilindros em linha de 3,4 litros) ficou pronto em setembro de 1934. O protótipo do primeiro carro, o modelo A, em 1935, deu início ao modesto Departamento de Automóveis da tecelagem Toyoda. Com maquinário importado do Ocidente, começou a produzir em 1936 seu primeiro carro, o modelo AA baseado no Chrysler Airflow, mas com uns toques de Chevrolet. Em 1937 a marca cortou os laços umbilicais com a tecelagem e mudou o nome para Toyota. A explicação: em japonês, Toyoda é escrito com dez traços, e Toyota com oito, considerado um número de prosperidade. Hoje a Toyota está presente em 160 países e é a mais eficiente montadora do mundo. Essa eficiência vem do sistema criado em 1938 por Toyoda que ficou conhecido como TPS ("Toyota Production System"), para eliminar a "Muda" (desperdício, em japonês), de cujas bases são o Jidoka ("Autonomia") e o JIT ("Just in Time"), descritos a seguir:
1. Jidoka ("Autonomia"): a própria máquina possui autonomia para produzir as peças (ou produtos), o que possibilitou um homem supervisionar várias máquinas ao mesmo tempo e habilitou a máquina a identificar alguns tipos de defeitos logo no início do processo produtivo, parando a si mesma ("poka-yoke") o quanto antes, com a ideia de não se produzir defeitos (ideia do defeito-zero).
2. JIT ("Just in Time"): ideia inovadora, que consistia em as peças chegarem à linha de produção na hora da montagem e na quantidade exata.